# Albéric Clément

Wappen Albérics Clément

Albéric (Aubry) Clément (deutsch auch Alberich, * um 1165; † 3. Juli 1191 in Akkon) war Herr von Le Mez und unter König Philipp II. August der erste Marschall von Frankreich.

## Leben
Albéric war das älteste von sechs Kindern Roberts III. Clément († 1181), der zuerst Statthalter und ab 1180 Berater und Erzieher von König Philipp II. August war. Er wuchs auf der Burg der Familie in der Nähe von Dordives in der Region Gâtinais auf.
Philip August schuf im Jahr 1190 das Großamt des Marschall für Albéric Clément und machte ihn somit zum ersten Marschall von Frankreich. Albéric folgte Philipp August in den Dritten Kreuzzug. Während eines Sturmangriffs auf Akkon unterlag er einer Überzahl von Gegnern und starb am 3. Juli 1191. Seine Rüstung wurde von einem Sarazenen erbeutet, der diese tragend wenig später von Richard Löwenherz erspäht und von diesem persönlich mittels eines Schusses aus einer Balliste getötet wurde.

## Familie
Sein Bruder Henri I. Clément erlangte nach ihm im Jahre 1204 die Ernennung zum Marschall von Frankreich, als zweiter von insgesamt vier Marschällen aus der Familie Clément du Mez.